# Les Tres Batlles
Les Tres Batlles és una muntanya de 805 metres al municipi de Sant Vicenç de Torelló, a la comarca d'Osona.